# Guardapolvo (arquitectura)

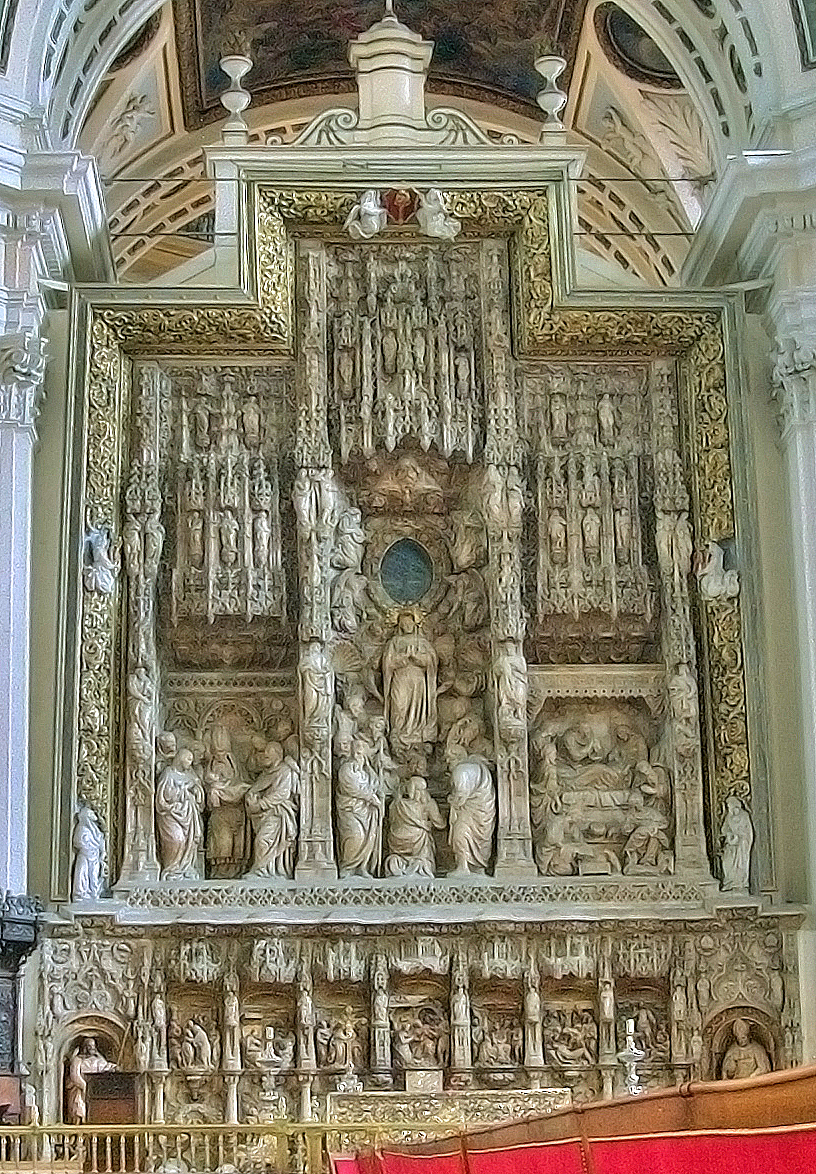
Retablo mayor de la Basílica del Pilar, enmarcado por un guardapolvo.

Un guardapolvo, también llamado polsera, especialmente en la Corona de Aragón, es en arquitectura una moldura saliente a modo de cornisa o alero que protege y enmarca un retablo tanto por los flancos como en la parte superior. Habitualmente se usan en la tradición arquitectónica iberoamericana y suelen ir labrados o tallados con diversos ornamentos escultóricos.
En arquitectura también se denomina guardapolvo a una pieza voladiza o tejado dispuesto sobre un balcón o ventana, cuya función es resguardar este espacio de la lluvia.